# Чумаков Олексій Юрійович
Олексій Юрійович Чумаков (рос. Aлексeй Юрьевич Чумаков; 13 березня 1981, Самарканд, Узбецька РСР, СРСР) — російський співак і музикант. Фіналіст конкурсу «Народний артист» на телеканалі «Росія».

## Біографія
Народився 13 березня 1981 року в місті Самарканд, Узбекистан.
Мати Лілія Аванесовна Чумакова (1938)— вірменка, працювала лікарем-фізіотерапевтом. Батько Юрій Георгійович Чумаков (1937)— болгарин, за професією художник-оформлювач.
На сцені з 11 років, у цьому ж віці почав писати пісні. 1995 року переїхав із сім'єю до Росії в місто Тюмень. У Тюмені вступив до вищого коледжу мистецтв на вокальне відділення, але очно навчався лише один курс. Навчався заочно у вищому коледжі мистецтв у Ташкенті. Перемагав на регіональних конкурсах як вокаліст, композитор й аранжувальник. гастролював, писав пісні, робив аранжування, писав і цілі альбоми іншим виконавцям, виступав як саунд-продюсер, працював артменеджером, ведучим. У нього була своя програма під назвою «Чумова вечірка», він запрошував до неї артистів і змушував їх робити те, чого вони ніколи раніше не робили. також зняв фільм «Бруд» (рос. «Грязь»). Чумаков із другом Олексієм Ушаковим написали сценарій до свого роману «Колір останнього заходу сонця». Як режисер виступив Роман Котельников. Олексій був співрежисером, актором і продюсером.
Увійшов до трійки фіналістів проєкту «Народний артист».
Після виходу його сольного альбому «Сни про щось більше» (рос. «Сны о чем-то большем») 2006 року суміщує концертну діяльність із роботою над другим альбомом. У квітні 2008 року відбулися гастролі Німеччиною — перший гастрольний тур за кордоном.
Пише і для інших виконавців: він написав музику для пісні «Янголи» ("рос. Ангелы»), яку співає Борис Моїсеєв.
Був ведучим Нової хвилі 2009.